# Gran Premi de la Indústria i el Comerç de Prato
El Gran Premi de la Indústria i el Comerç de Prato - Gran Premio Industria e Commercio di Prato (italià) - és una competició ciclista d'un sol dia italiana que es disputa per les carreteres del voltant de Prato (municipi toscà), des de 1946.
Des del 2005 la cursa forma part de l'UCI Europa Tour, amb una categoria 1.1. El 1958 es disputà sota la forma de contrarellotge individual. Les edicions de 1971 i 1993 serví per atorgar el Campionat d'Itàlia de ciclisme en ruta.

## Palmarès
| Any  | Vencedor             | Segon                | Tercer                  |
| ---- | -------------------- | -------------------- | ----------------------- |
| 1946 | Nedo Logli           | Sergio Maggini       | Quirino Toccacelli      |
| 1947 | Sergio Maggini       | Luigi Casole         | Michele Motta           |
| 1948 | Giulio Bresci        | Mario Ricci          | Alfredo Martini         |
| 1949 | Luciano Maggini      | Nedo Logli           | Giovanni Corrieri       |
| 1950 | Ferdinand Kübler     | Alfredo Martini      | Dante Rivola            |
| 1951 | Arrigo Padovan       | Giuliano Bresci      | Waldemaro Bartolozzi    |
| 1952 | Luciano Maggini      | Widmer Servadei      | Fiorenzo Magni          |
| 1953 | Rino Benedetti       | Luciano Maggini      | Luciano Frosini         |
| 1954 | Danilo Barozzi       | Marcello Pellegrini  | Angelo Conterno         |
| 1955 | Aldo Moser           | Cleto Maule          | Gianfranco Sobrero      |
| 1956 | Danilo Barozzi       | Giorgio Albani       | Fiorenzo Magni          |
| 1957 | Silvano Ciampi       | Bruno Monti          | Alessandro Fantini      |
| 1958 | Ercole Baldini       | Aldo Moser           | Nino Defilippis         |
| 1959 | Giuseppe Fallarini   | Carlo Azzini         | Pierino Baffi           |
| 1960 | Alfredo Sabbadin     | Idrio Bui            | Guido Carlesi           |
| 1961 | Gilbert Desmet       | Giancarlo Manzoni    | Miquel Poblet           |
| 1962 | Bruno Mealli         | Luigi Mele           | Guido de Rosso          |
| 1963 | Vendramino Bariviera | Vito Taccone         | Dino Bruni              |
| 1964 | Michele Dancelli     | Adriano Durante      | Angelo Conterno         |
| 1965 | Michele Dancelli     | Italo Zilioli        | Franco Bodrero          |
| 1966 | Italo Zilioli        | Michele Dancelli     | Roberto Ballini         |
| 1967 | Michele Dancelli     | Marino Basso         | Bruno Fantinato         |
| 1968 | Adriano Durante      | Alberto Della Torre  | Wladimiro Panizza       |
| 1969 | Alberto della Torre  | Ottavio Crepaldi     | Franco Mori             |
| 1970 | Marcello Bergamo     | Tomas Pettersson     | Fabrizio Fabbri         |
| 1971 | Franco Bitossi       | Felice Gimondi       | Enrico Paolini          |
| 1972 | Constantino Conti    | Willy de Geest       | Pietro di Caterina      |
| 1973 | Fabrizio Fabbri      | Giancarlo Plidori    | Walter Riccomi          |
| 1974 | Fabrizio Fabbri      | Constantino Conti    | Enrico Paolini          |
| 1975 | Constantino Conti    | Enrico Paolini       | Giacinto Santambrogio   |
| 1976 | Walter Riccomi       | Marcello Bergamo     | Arnaldo Caverzasi       |
| 1977 | Claudio Bortolotto   | Mario Beccia         | Bernt Johansson         |
| 1978 | Bernt Johansson      | Carmelo Barone       | Walter Riccomi          |
| 1979 | Bernt Johansson      | Wladimiro Panizza    | Carmelo Barone          |
| 1980 | Silvano Contini      | Leonardo Mazzantini  | Roberto Ceruti          |
| 1981 | Moreno Argentin      | Giuseppe Saronni     | Emanuele Bombini        |
| 1982 | Moreno Argentin      | Tommy Prim           | Roberto Ceruti          |
| 1983 | Luciano Rabottini    | Emanuele Bombini     | Ettore Bazzichi         |
| 1984 | Pierino Gavazzi      | Dario Mariuzzo       | Leo Schonenberger       |
| 1985 | Ezio Moroni          | Marino Lejarreta     | Mario Beccia            |
| 1986 | Harald Maier         | Moreno Argentin      | Pierino Gavazzi         |
| 1987 | Daniele Caroli       | Marco Tabai          | Angelo Canzonieri       |
| 1988 | Maurizio Fondriest   | Moreno Argentin      | Pierino Gavazzi         |
| 1989 | Pierino Gavazzi      | Andrei Txmil         | Maurizio Rossi          |
| 1990 | Stefan Joho          | Massimo Ghirotto     | Francesco Cesarini      |
| 1991 | Enrico Galleschi     | Marco Saligari       | Massimo Podenzana       |
| 1992 | Leonardo Sierra      | Andrea Ferrigato     | Zenon Jaskula           |
| 1993 | Massimo Podenzana    | Gianni Bugno         | Davide Cassani          |
| 1994 | Marco Saligari       | Bruno Cenghialta     | Wladimir Belli          |
| 1995 | Fabrizio Bontempi    | Mariano Piccoli      | Andrea Tafi             |
| 1996 | Fabrizio Guidi       | Filippo Casagrande   | Djamolidine Abdujaparov |
| 1997 | Mariano Piccoli      | Maximilian Sciandri  | Davide Casarotto        |
| 1998 | Felice Puttini       | Maximilian Sciandri  | Massimo Donati          |
| 1999 | Alessandro Baronti   | Marco Velo           | Francesco Casagrande    |
| 2000 | Sergio Barbero       | Gabriele Missaglia   | Davide Rebellin         |
| 2001 | Davide Rebellin      | Francesco Casagrande | Eddy Mazzoleni          |
| 2002 | Vladimir Duma        | Andrea Ferrigato     | Stefano Casagranda      |
| 2003 | Davide Rebellin      | Bo Hamburger         | Oscar Camenzind         |
| 2004 | Nick Nuyens          | Francesco Bellotti   | Mirko Celestino         |
| 2005 | Murilo Fischer       | Ruggero Marzoli      | Mikhaylo Khalilov       |
| 2006 | Daniele Bennati      | Giovanni Visconti    | Marco Marcato           |
| 2007 | Filippo Pozzato      | Murilo Fischer       | Alessandro Bertolini    |
| 2008 | Mikhaylo Khalilov    | Marco Frapporti      | Volodymyr Zagorodny     |
| 2009 | Giovanni Visconti    | Francesco Gavazzi    | Luca Paolini            |
| 2010 | Diego Ulissi         | Michele Scarponi     | Alessandro Proni        |
| 2011 | Peter Sagan          | Luca Paolini         | Matteo Montaguti        |
| 2012 | Emanuele Sella       | Luca Paolini         | Davide Rebellin         |
| 2013 | Gianfranco Zilioli   | Miguel Ángel Rubiano | Maciej Paterski         |
| 2014 | Sonny Colbrelli      | Kristian Sbaragli    | Danilo Napolitano       |
| 2015 | Daniele Bennati      | Marco Marcato        | Davide Rebellin         |